# Хариса (блюдо)
Xариса́ (араб. هَرِيسَة (harīsa) “густая похлебка”‎; арм. հարիսա (harisa), հերիսա (herisa), перс. (harise) هریسه‎) — сытное мясное блюдо, распространённое по всему Востоку (арабские страны, Иран, Закавказье, Афганистан, Магриб, Индийский субконтинент) по своему виду напоминающее суп-пюре из разваренной пшеницы и мяса птицы. Хариса готовится, как правило, из курицы, но иногда из индейки, говядины или даже баранины.

## Хариса вармянской кухне
В XVI веке армянский поэт Минас Тохатци считал, что хариса (арм. հարիսա) являлась любимой едой Давида Сасунского и что его оригинальный рецепт был создан Григорием Просветителем.
Хариса ассоциируется с событиями, связанными с обороной жителями армянских сел у горы Муса-даг во время геноцида армян в Турции в 1915 году. Приготовление харисы во время осады, кроме практического смысла, ободряло защитников: 

 Как и все древнее, ушедшее из памяти поколений, так и это кушанье и его приготовление овеяны духом торжественным и религиозным. Одно упоминание праздника харисы заставило помрачневший народ воспрянуть духом
В 1970-х годах недалеко от Эчмиадзина построен мемориал Муса-дага, где каждый год в третье воскресенье сентября варят и угощают присутствующих харисой.